# Cyrus Spink

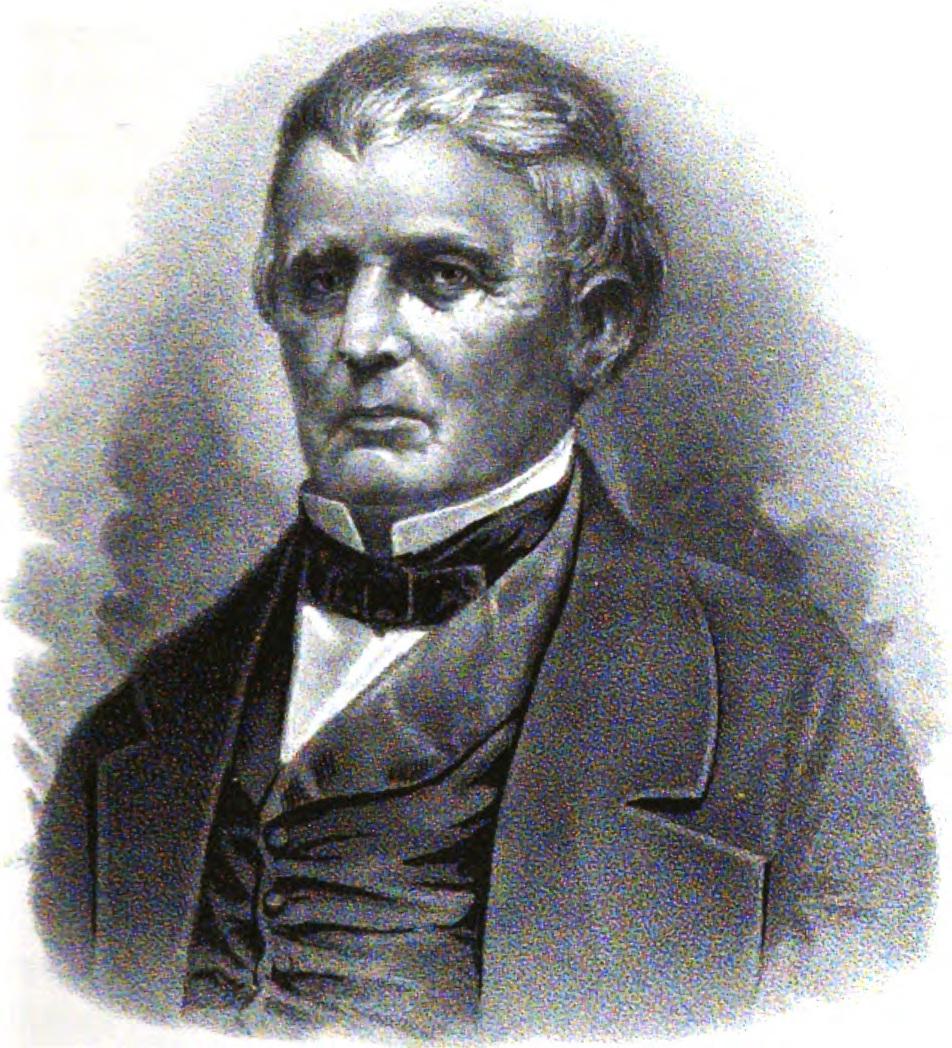
Cyrus Spink

Cyrus Spink (* 24. März 1793 im Berkshire County, Massachusetts; † 31. Mai 1859 in Wooster, Ohio) war ein US-amerikanischer Politiker. Im Jahr 1859 vertrat er den Bundesstaat Ohio im US-Repräsentantenhaus.

## Leben
Im Jahr 1815 kam Cyrus Spink in das Stark County in Ohio. In der dortigen Stadt Kendal war er für einige Jahre als Lehrer angestellt. Bis 1832 bekleidete er in Ohio einige lokale Ämter, unter anderem bei der Landvermessung und als Bezirksrevisor. Zwischen 1821 und 1822 saß er als Abgeordneter im Repräsentantenhaus von Ohio. Nach 1832 war er in Wooster im Handel tätig. Politisch gehörte er zunächst der Whig Party an. Im Jahr 1846 war er Mitglied im State Board of Equalization und im Juni 1852 nahm er als Delegierter am Bundesparteitag der Whigs teil. Später schloss er sich der 1854 gegründeten Republikanischen Partei an. 1856 wurde er einer der Direktoren der Strafanstalt von Ohio.
Bei den Kongresswahlen des Jahres 1858 wurde Spink im 14. Wahlbezirk von Ohio in das US-Repräsentantenhaus in Washington, D.C. gewählt, wo er am 4. März 1859 die Nachfolge von Philemon Bliss antrat. Bereits kurz nach der Wahl erkrankte er. Er starb am 31. Mai 1859, noch vor der konstituierenden Sitzung des Kongresses.